# Tom Roberts

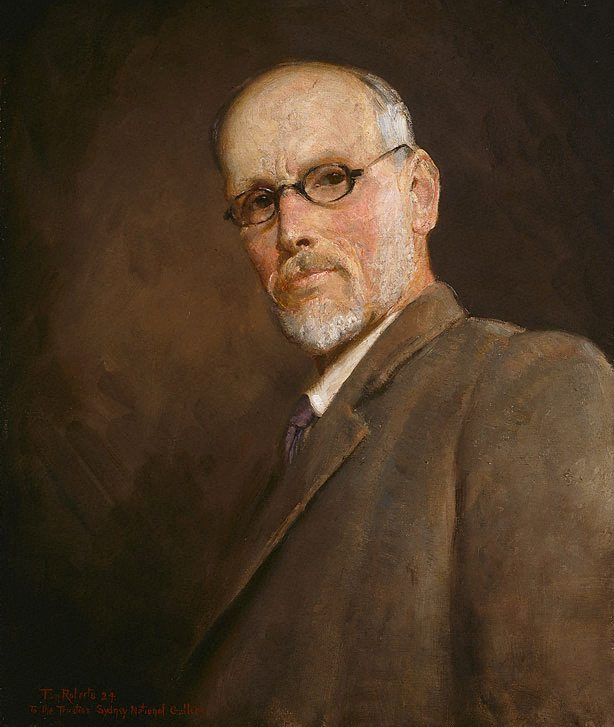
Tom Roberts, zelfportret, 1924

Thomas William Roberts (Dorchester, Engeland, 9 maart 1856 – Kallista, nabij Melbourne, 14 september 1931) was een Australisch kunstschilder. Hij wordt geassocieerd met zowel het realisme als het impressionisme.

## Leven

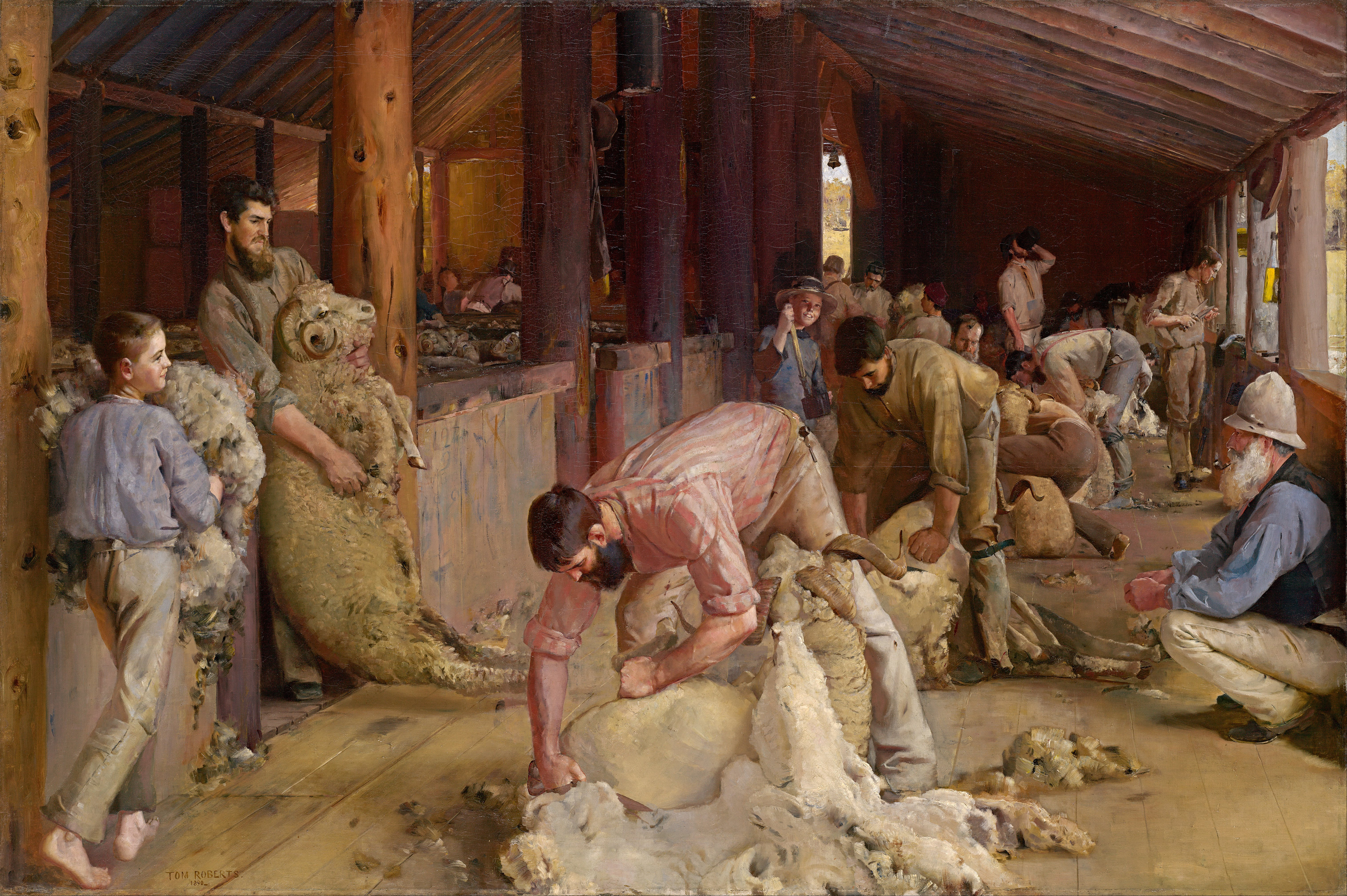
Shearing the Rams, 1889

Roberts werd in Engeland geboren, waar zijn ouders medewerkers waren bij een krant. In 1869 emigreerde het gezin naar Australië en vestigde zich nabij Melbourne. Van 1881 tot 1884 keerde hij terug naar Engeland om te studeren aan de Royal Academy of Arts, waar hij werd opgeleid in een academische en realistische stijl.
Terug in Australië opende Roberts een eigen studio. Vanaf 1885 werkte hij ook in een aantal kunstenaarskolonies, voor het eerst van 1885 tot 1886 in 'Box Hill artists camp'. Van 1889 tot 1891 startte hij samen met Arthur Streeton, Charles Conder, Emanuel Phillips Fox en Frederick McCubbin het 'Heidelberg camp', ook wel 'Heidelberg School genoemd', naar het plaatsje Heidelberg bij Melbourne. In 1891 startte hij opnieuw met Streeton en het 'Curlew camp' in Mosman, in New South Wales. Deze kunstenaarskolonies vormden aan het einde van de negentiende eeuw het centrum van het Australisch impressionisme en het pleinairisme, hoewel Roberts eigen werk vaak sterk geworteld bleef in het realisme.
Roberts schilderde veel landschappen en genrewerken waarin hij vaak gewone Australische arbeiders uitbeeldde. Exemplarisch voor dat laatste mag zijn Shearing the Rams (1889) heten. Grote bekendheid in Australië kreeg hij ook met zijn monumentale werk The Big Picture (1901), over de opening van het Australische parlement. Bijzonder is dat Roberts vaak humoristische elementen in zijn werk verwerkte.
Roberts werd vooral later in zijn carrière ook bekend als portretschilder, waarbij zijn impressionistische kant vaak sterker naar voren komt.
Tijdens de Eerste Wereldoorlog verbleef Roberts in Engeland en assisteerde daar in een ziekenhuis. Terug in Australië beleefde hij nog een productieve tijd met zijn vrouw Lillie en zoon Caleb in zijn zelfgebouwde huis te Kallista, nabij Melbourne. Na de dood van zijn vrouw in 1928 hertrouwde hij korte tijd later met Jean Boyes. Hij overleed in 1931, op 75-jarige leeftijd.
Veel van zijn werk bevindt zich momenteel in de National Gallery of Victoria en de National Gallery of Australia in Canberra.

## Portretten

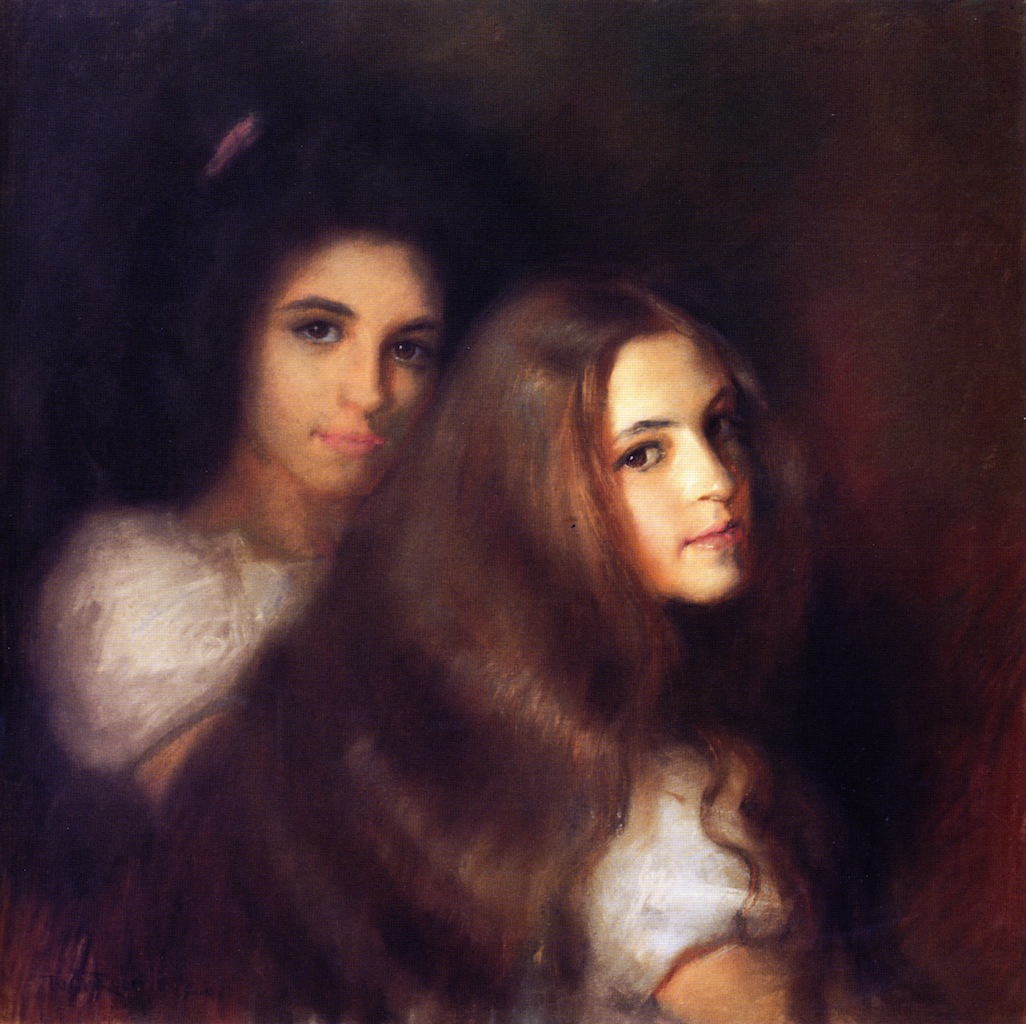
Nancy Elmhurst Goods
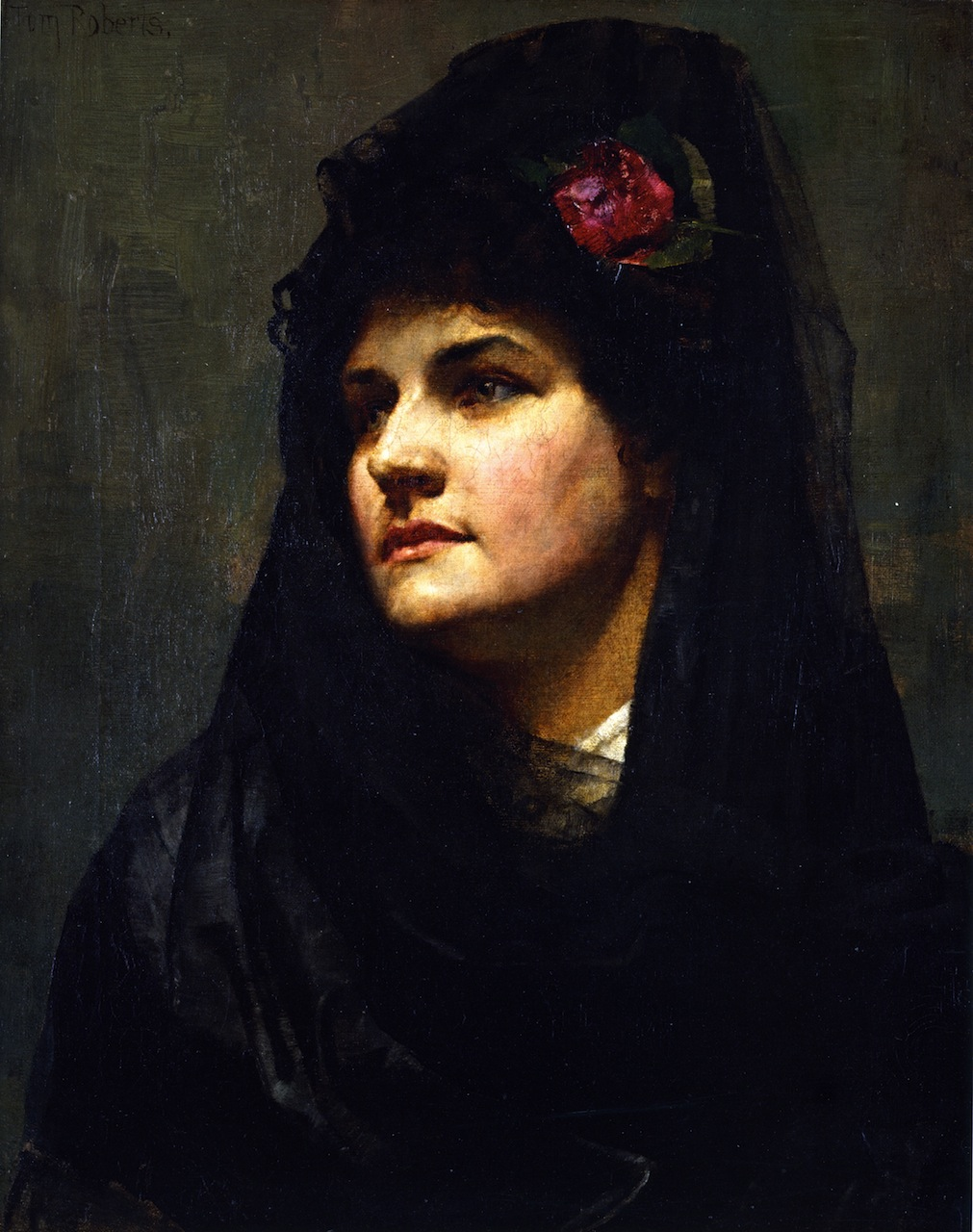
A Spanish Beauty
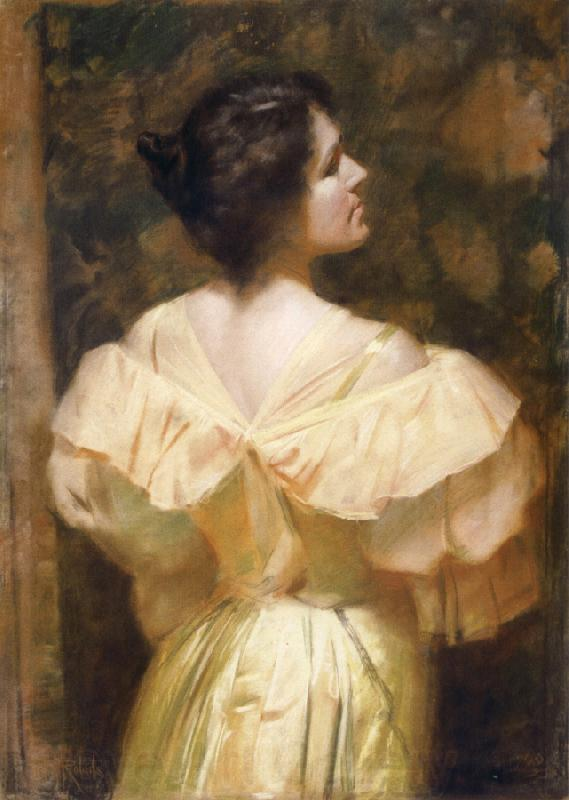
Nancy Elmhurst Goods
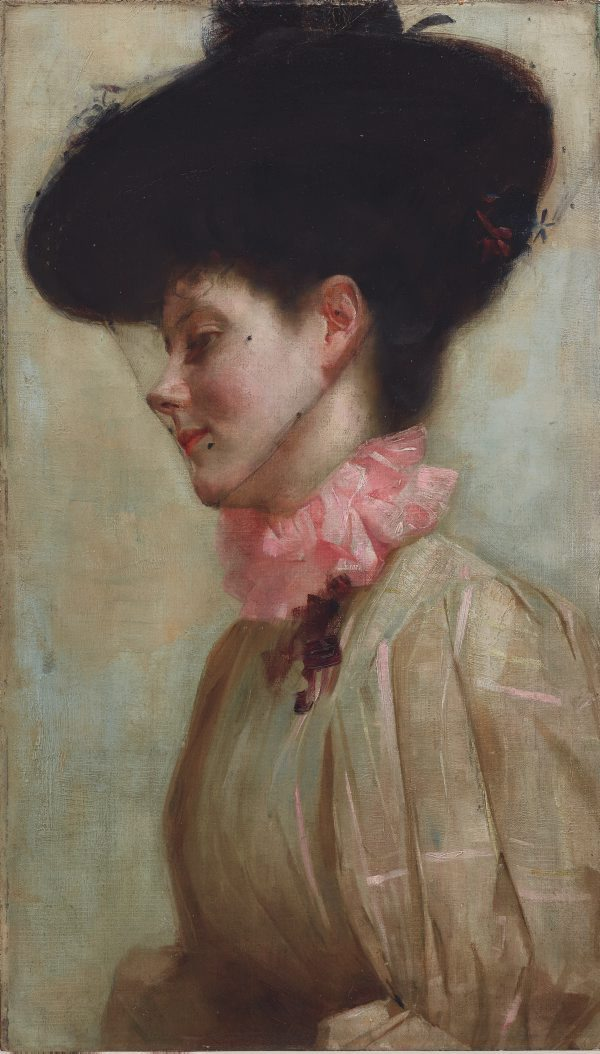
Portret of Florence
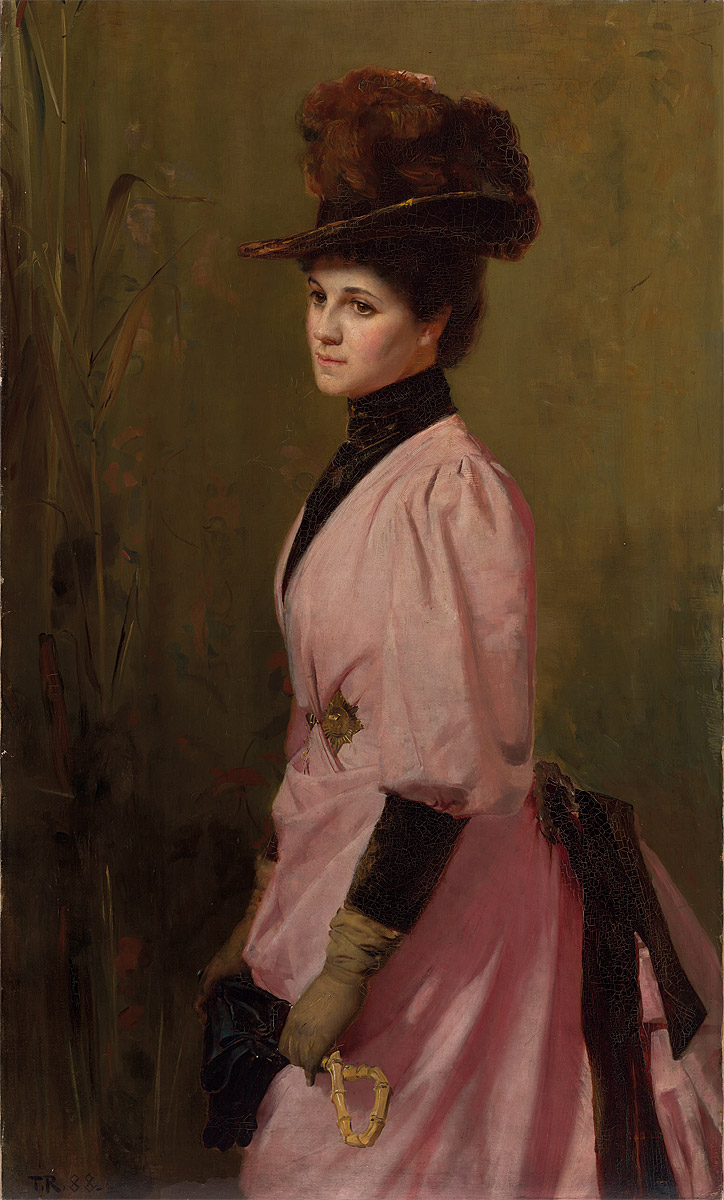
The Australian Native
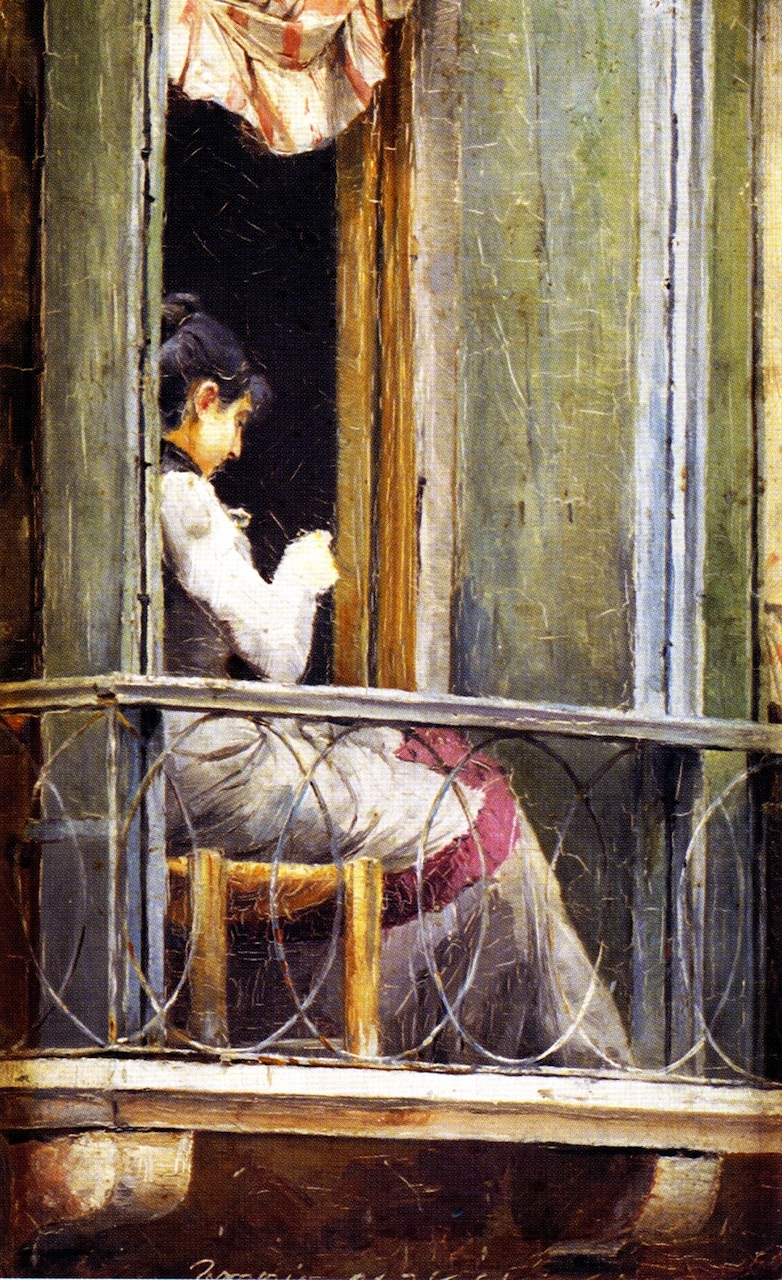
Woman on a Balcony
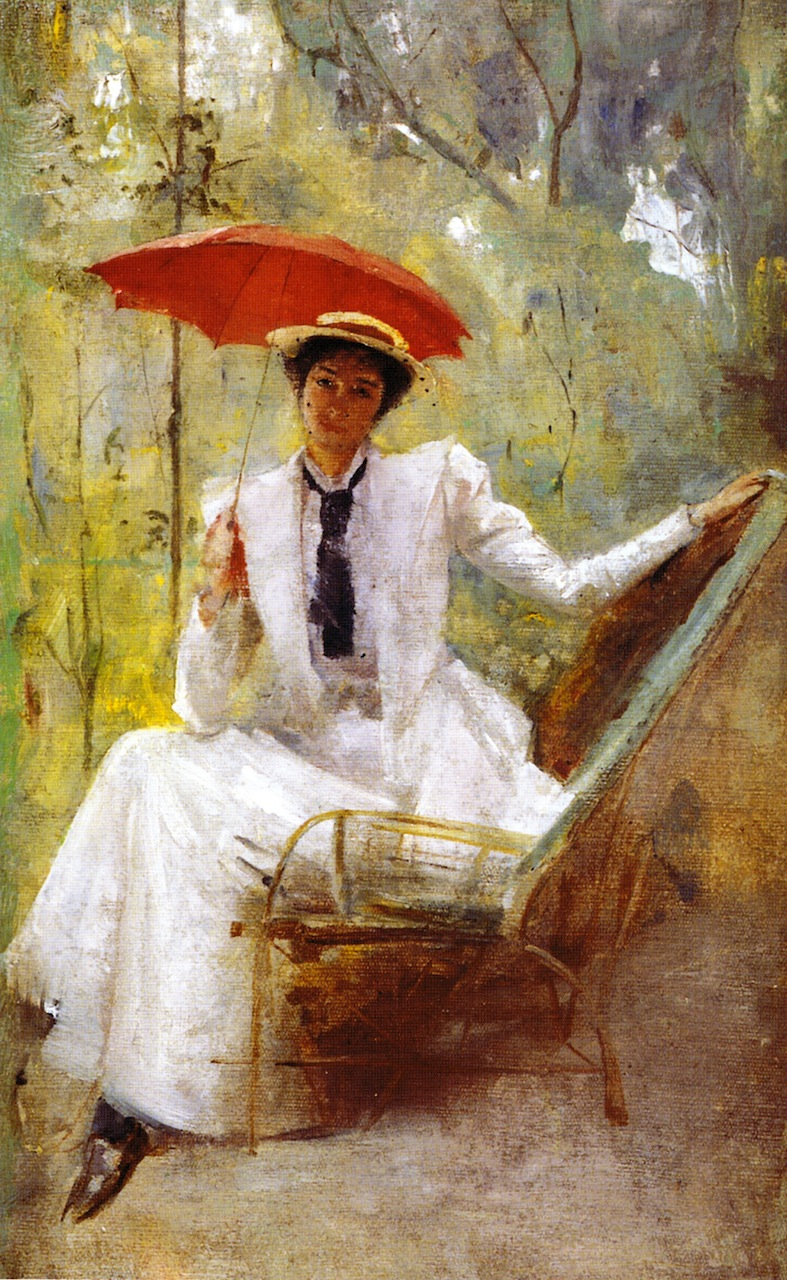
Lady with a Parasol
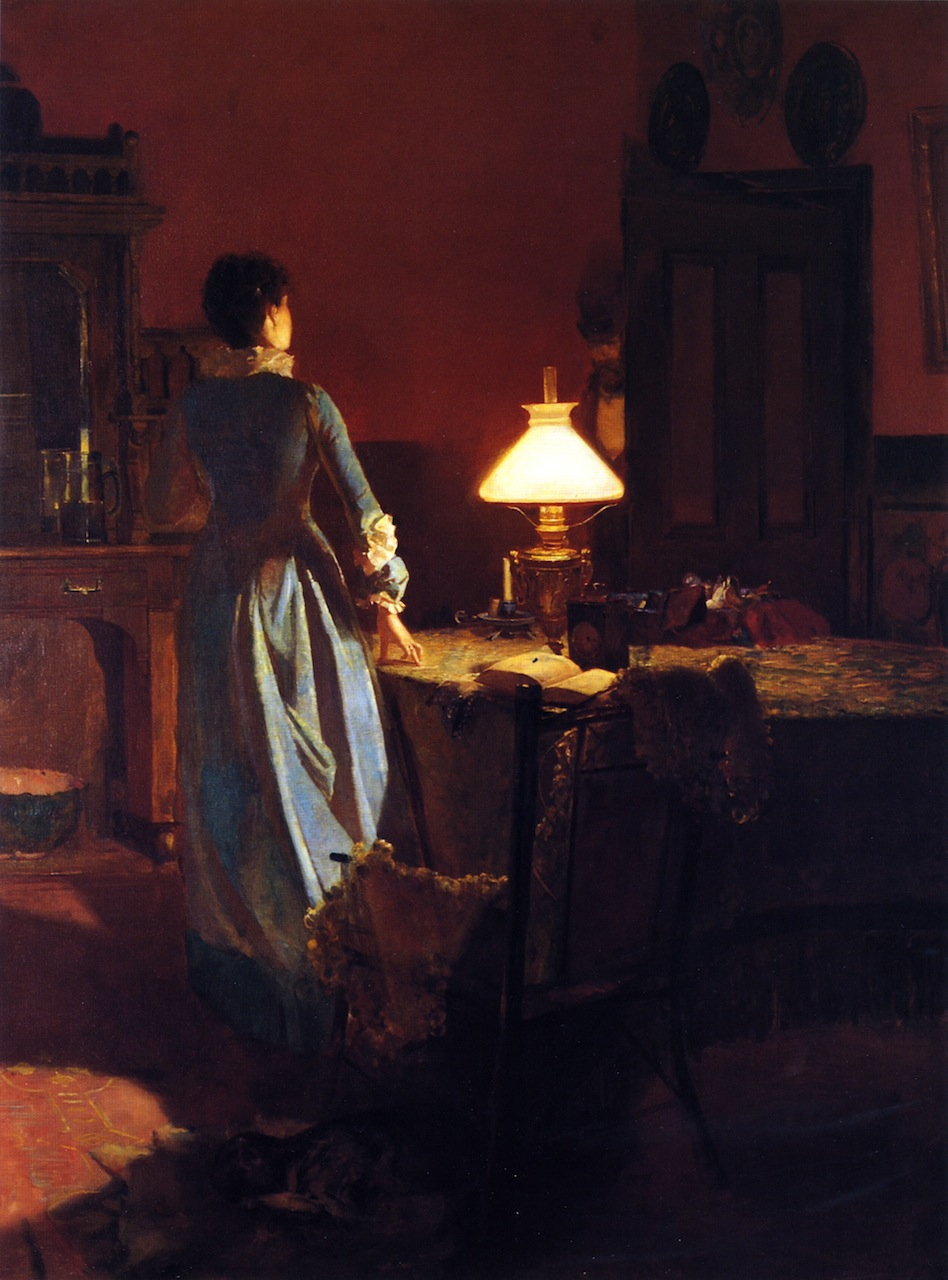
Twenty Minutes Past Three
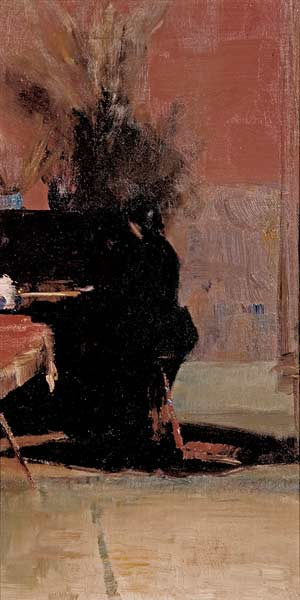
Woman at the Piano
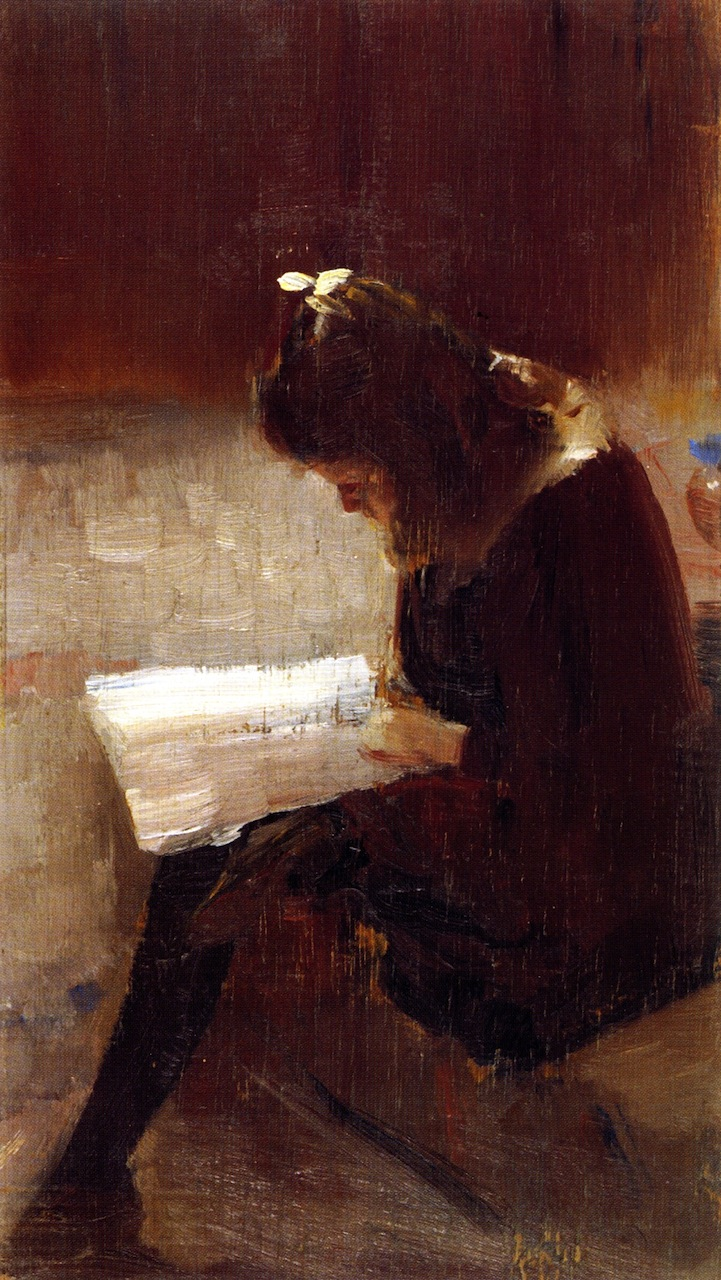
Harpers Weekly